# Heineken Cup 1995/96
Der Heineken Cup 1995/96 war die erste Ausgabe des Heineken Cup (Vorläufer des European Rugby Champions Cup), dem wichtigsten europäischen Pokalwettbewerb im Rugby Union. Beteiligt waren zwölf Mannschaften aus Frankreich, Irland, Italien, Wales und (bisher zum einzigen Mal) Rumänien. Mannschaften aus England und Schottland hatten von ihren Verbänden aus terminlichen Gründen keine Startberechtigung erhalten. Das Finale fand am 6. Januar 1996 im Cardiff Arms Park statt. Erster Pokalsieger wurde der französische Verein Stade Toulousain, der im Endspiel den Cardiff RFC schlug.

## Modus
Die Teilnehmer wurden in vier Gruppen mit je drei Mannschaften eingeteilt. Jede Mannschaft traf nur einmal auf einen der beiden Gruppengegner, sodass es jeweils ein Heimspiel und ein Auswärtsspiel gab. Für das Halbfinale qualifizierten sich die vier Gruppensieger.
Die Punkte wurden wie folgt verteilt:
- 2 Punkte für einen Sieg
- 1 Punkt für ein Unentschieden

## Gruppenphase
In Klammern: Platzierung auf der Viertelfinal-Setzliste

### Gruppe 1
|    | Team                   | Spiele | Siege | Unent. | Ndlg. | Spiel- punkte | Diff. | Tabellen- punkte |
| -- | ---------------------- | ------ | ----- | ------ | ----- | ------------- | ----- | ---------------- |
| 1. | Stade Toulousain (1)   | 2      | 2     | 0      | 0     | 72:19         | + 53  | 4                |
| 2. | Benetton Rugby Treviso | 2      | 1     | 0      | 1     | 95:26         | + 69  | 2                |
| 3. | Farul Constanța        | 2      | 0     | 0      | 2     | 18:140        | - 122 | 0                |

| Datum             | Begegnung            | Ergebnis |
| ----------------- | -------------------- | -------- |
| 31. Oktober 1995  | Constanța - Toulouse | 10:54    |
| 7. November 1995  | Treviso - Constanța  | 86:8     |
| 15. Dezember 1995 | Toulouse - Treviso   | 18:9     |

### Gruppe 2
|    | Team               | Spiele | Siege | Unent. | Ndlg. | Spiel- punkte | Diff. | Tabellen- punkte |
| -- | ------------------ | ------ | ----- | ------ | ----- | ------------- | ----- | ---------------- |
| 1. | Cardiff RFC (3)    | 2      | 1     | 1      | 0     | 60:20         | + 40  | 3                |
| 2. | CA Bègles-Bordeaux | 2      | 1     | 1      | 0     | 43:30         | + 13  | 3                |
| 3. | Ulster Rugby       | 2      | 0     | 0      | 2     | 22:75         | - 53  | 0                |

| Datum             | Begegnung        | Ergebnis |
| ----------------- | ---------------- | -------- |
| 21. November 1995 | Bègles - Cardiff | 14:14    |
| 28. November 1995 | Cardiff - Ulster | 46:6     |
| 13. Dezember 1995 | Ulster - Bègles  | 16:29    |

### Gruppe 3
|    | Team                 | Spiele | Siege | Unent. | Ndlg. | Spiel- punkte | Diff. | Tabellen- punkte |
| -- | -------------------- | ------ | ----- | ------ | ----- | ------------- | ----- | ---------------- |
| 1. | Leinster Rugby (2)   | 2      | 2     | 0      | 0     | 47:43         | + 4   | 4                |
| 2. | Pontypridd RFC       | 2      | 1     | 0      | 1     | 53:35         | + 18  | 2                |
| 3. | Amatori Rugby Milano | 2      | 0     | 0      | 2     | 33:55         | - 22  | 0                |

| Datum             | Begegnung             | Ergebnis |
| ----------------- | --------------------- | -------- |
| 1. November 1995  | Milano - Leinster     | 21:24    |
| 22. November 1995 | Pontypridd - Milano   | 31:12    |
| 13. Dezember 1995 | Leinster - Pontypridd | 23:22    |

### Gruppe 4
|    | Team              | Spiele | Siege | Unent. | Ndlg. | Spiel- punkte | Diff. | Tabellen- punkte |
| -- | ----------------- | ------ | ----- | ------ | ----- | ------------- | ----- | ---------------- |
| 1. | Swansea RFC (4)   | 2      | 1     | 0      | 1     | 35:27         | + 8   | 2                |
| 2. | Castres Olympique | 2      | 1     | 0      | 1     | 29:34         | - 5   | 2                |
| 3. | Munster Rugby     | 2      | 1     | 0      | 1     | 29:32         | - 3   | 2                |

| Datum             | Begegnung         | Ergebnis |
| ----------------- | ----------------- | -------- |
| 1. November 1995  | Munster - Swansea | 17:13    |
| 22. November 1995 | Castres - Munster | 19:12    |
| 13. Dezember 1995 | Swansea - Castres | 22:10    |

## Halbfinale
| 30. Dezember 1995 13:30 Uhr | Leinster Rugby                         | 14 : 23 | Cardiff RFC                                                                                            | Lansdowne Road, Dublin Zuschauer: 7.350 Schiedsrichter: Brian Campsall |
| 30. Dezember 1995 13:30 Uhr | Versuche: Pim Straftritte: McGowan (3) | Bericht | Versuche: Hall, Taylor Erhöhungen: Davies (2) Straftritte: Davies (1) Dropgoals: Davies (1), Moore (1) | Lansdowne Road, Dublin Zuschauer: 7.350 Schiedsrichter: Brian Campsall |

| 30. Dezember 1995 14:00 Uhr | Stade Toulousain                                                                           | 30 : 3  | Swansea RFC                    | Stade Ernest-Wallon, Toulouse Zuschauer: 10.000 Schiedsrichter: Jim Fleming |
| 30. Dezember 1995 14:00 Uhr | Versuche: Artiguste, Manent, Strafversuch Erhöhungen: Deylaud (3) Straftritte: Deylaud (3) | Bericht | Straftritte: Aled Williams (1) | Stade Ernest-Wallon, Toulouse Zuschauer: 10.000 Schiedsrichter: Jim Fleming |

## Finale
| 6. Januar 1996 13:30 Uhr | Cardiff RFC             | 18 : 21 n. V. | Stade Toulousain                                                                                            | Cardiff Arms Park, Cardiff Zuschauer: 21.800 Schiedsrichter: David McHugh |
| 6. Januar 1996 13:30 Uhr | Straftritte: Davies (6) | Bericht       | Versuche: Castaignède, Cazalbou Erhöhungen: Deylaud (1) Straftritte: Deylaud (2) Dropgoals: Castaignède (1) | Cardiff Arms Park, Cardiff Zuschauer: 21.800 Schiedsrichter: David McHugh |